# Lancer du disque féminin aux Jeux olympiques d'été de 1952
Pour un article plus général, voir Athlétisme aux Jeux olympiques d'été de 1952.
Navigation
Londres 1948 Melbourne 1956
L'épreuve du lancer du disque féminin aux Jeux olympiques de 1952 s'est déroulée le 20 juillet 1952 au Stade olympique d'Helsinki, en Finlande. Elle est remportée par la Soviétique Nina Romashkova.

## Résultats

### Finale
| Rang               | Athlète                 | Pays             | Essais | Essais | Essais | Essais | Essais | Essais | Marque | Notes |
| Rang               | Athlète                 | Pays             | 1      | 2      | 3      | 4      | 5      | 6      | Marque | Notes |
| ------------------ | ----------------------- | ---------------- | ------ | ------ | ------ | ------ | ------ | ------ | ------ | ----- |
| Médaille d'or      | Nina Romashkova         | Union soviétique | 45.16  | 50.84  | 51.42  | 47.24  | 44.66  | 49.37  | 51.42  | OR    |
| Médaille d'argent  | Yelisaveta Bagryantseva | Union soviétique | 43.58  | 47.08  | 44.26  | 43.97  | 44.58  | 43.00  | 47.08  |       |
| Médaille de bronze | Nina Dumbadze           | Union soviétique | 45.85  | 40.24  | 44.10  | 46.29  | 45.10  | 41.05  | 46.29  |       |
| 4                  | Toyoko Yoshino          | Japon            | 41.71  | 42.67  | 37.15  | 41.58  | 43.81  | 42.02  | 43.81  |       |
| 5                  | Lotte Haidegger         | Autriche         | 35.66  | 43.49  | 40.02  | x      | x      | 41.32  | 43.49  |       |
| 6                  | Lia Manoliu             | Roumanie         | 41.57  | 42.65  | 41.48  | 36.05  | 41.21  | 40.79  | 42.65  |       |
| 7                  | Ingeborg Pfüller        | Argentine        | 37.05  | 40.32  | 41.73  |        |        |        | 41.73  |       |
| 8                  | Ilona Szikora-Józsá     | Hongrie          | x      | 39.58  | 41.61  |        |        |        | 41.61  |       |
| 9                  | Marianne Werner         | Allemagne        | 39.77  | x      | 41.03  |        |        |        | 41.03  |       |
| 10                 | Yvette Williams         | Nouvelle-Zélande | 40.48  | 32.95  | 40.38  |        |        |        | 40.48  |       |
| 11                 | Kaarina Koivuniemi      | Finlande         | 40.33  | 32.72  | 40.05  |        |        |        | 40.33  |       |
| 12                 | Ingeborg Mello          | Argentine        | 39.04  | 37.84  | 37.24  |        |        |        | 39.04  |       |
| 13                 | Libuše Nováková         | Tchécoslovaquie  | 38.17  | x      | 38.83  |        |        |        | 38.83  |       |
| 14                 | Edera Cordiale          | Italie           | 38.22  | x      | 37.03  |        |        |        | 38.22  |       |
| 15                 | Suzanne Allday          | Grande-Bretagne  | 34.54  | 37.34  | 37.96  |        |        |        | 37.96  |       |
| 16                 | Paulette Veste          | France           | 37.64  | 28.94  | 33.28  |        |        |        | 37.64  |       |
| 17                 | Gretel Bolliger         | Suisse           | 35.34  | 36.36  | 36.24  |        |        |        | 36.36  |       |
| 18                 | Frieda Tiltsch          | Autriche         | x      | 27.84  | x      |        |        |        | 27.84  |       |